# Amazon World Zoo Park
Koordinaten: 50° 39′ 21″ N, 1° 13′ 12″ W
Der Amazon World Zoo Park ist ein zoologischer Garten im Ort Newchurch auf der südenglischen Insel Isle of Wight. Er wurde 1990 gegründet und ist Mitglied der EAZA und der BIAZA. Der Zoo zeigt 200 Arten und legt einen Schwerpunkt auf die Fauna Südamerikas.
Unter anderem hält der Amazon World Zoo Park Flachland-Viscachas, eine zoologische Rarität, die sonst nur noch von wenigen anderen (Stand 2017: drei anderen) bekannten Haltern in Europa gezeigt wird.